# Helga Kohler-Spiegel
Helga Kohler-Spiegel (* 1962 in Dornbirn) ist Hochschulprofessorin für Human- und Bildungswissenschaften an der Pädagogischen Hochschule Vorarlberg im Bereich Pädagogische Psychologie. Ihre Schwerpunkte in Lehre und Forschung sind:
- Entwicklungspsychologie, Emotionale und Identitätsentwicklung, Genderfragen, pädagogische Themen (u. a. Inklusion, ethische und interkulturelle Bildung)
- Resilienzfördernde Pädagogik, Traumasensible Pädagogik, Begleitung von Menschen mit Traumaerfahrungen
- Psychische Auffälligkeiten und Störungen bei Kindern und Jugendlichen
- Kommunikation, Persönlichkeitsbildung, Supervision und Coaching

Sie ist eingetragene Psychotherapeutin, Psychoanalytikerin und Lehrtherapeutin in freier Praxis, sie ist Supervisorin und Lehrsupervisorin für Integrative und systemische Supervision in verschiedenen Ausbildungsgängen in Österreich, Deutschland und der Schweiz.
Helga Kohler-Spiegel ist Autorin von Fachbüchern und Fachartikeln, (Mit-)Herausgeberin von Wissenschaftlichen Reihen sowie Beiratsmitglied von Zeitschriften und diversen Fachverbänden, Lehr- und Vortragstätigkeit u. a. an Universitäten und Fachtagungen in Österreich, Deutschland, Schweiz, Italien, Finnland, Luxemburg. Vorstandsperson und Leitungsmitglied in verschiedenen Fach- und Sozialinstitutionen in Österreich. Trägerin des Wissenschaftspreises des Landes Vorarlberg 2016.

## Beruflicher Werdegang (exemplarisch)
Geboren 1962 in Dornbirn/Österreich, 1980 Matura am Bundesgymnasium Dornbirn, 1980 bis 1985 Studium der Katholischen Theologie und Pädagogik an der Universität Salzburg, 1990 Promotion an der Universität Salzburg mit der Arbeit: Juden und Christen - Geschwister im Glauben. Eine lehrplantheoretische Arbeit, Herder-Verlag Freiburg i.Br. 1991.
Seit 1990 Ausbildungen u. a. am Fritz Perls Institut FPI / Europäischen Akademie für psychosoziale Gesundheit EAG in Düsseldorf und Wien, zur Lehrsupervisorin ÖVS (Österreichische Vereinigung für Supervision), Psychotherapeutisches Propädeutikum - Universität Innsbruck und Zentrum für Wissenschaft und Weiterbildung Schloss Hofen, Lochau, Studium und Ausbildung zur Psychoanalytikerin und Psychotherapeutin am Psychoanalytischen Seminar Vorarlberg PSV (verbunden mit dem Innsbrucker Arbeitskreis für Psychoanalyse (IAP) und den Österreichischen Arbeitskreisen für Psychoanalyse). Eingetragene Psychotherapeutin seit 14. März 2006. Diplomierte TZI – Gruppenleiterin (WILL - International), Meditationsanleiterin (BAKEB-Zertifikat) und zertifizierte Erwachsenenbildnerin.
Von 1996 bis 1999 war sie Ordinaria und Hochschulprofessorin für Religionspädagogik und Katechetik an der Universität Luzern und Leiterin des Katechetischen Instituts Luzern, heute Religionspädagogisches Institut Luzern, Schweiz. Von 2004 bis 2007 war sie Mitglied der Bistumsleitung und Leiterin des Amtes für Religionspädagogik im Bistum St. Gallen für den Kanton St. Gallen und beider Appenzell, Schweiz. Professorin an der Pädagogischen Akademie, dann Pädagogischen Hochschule Vorarlberg im Bereich Humanwissenschaften in Feldkirch/Österreich ist Helga Kohler-Spiegel seit 1999.

## Werke (Auswahl)
- Mitherausgeberschaften:
- "Jahrbuch Religionspädagogik", Göttingen: Vandenhoeck und Ruprecht, mit den jeweiligen Jahresthemen: z. B. Herausforderung Mensch (Band 39, 2023), „Altes“ Testament unterrichten (Band 40, 2024), Kinder (Band 41, 2025)
- „Praktische Theologie heute“, Stuttgart: Kohlhammer-Verlag.
- „Interreligiöse und interkulturelle Bildung im Kindesalter“, Münster: Waxmann-Verlag.
- „Religion und Bildung“ im Bereich „Wissenschaft – Österreich“ bei LIT in einem interkonfessionellen und interreligiösen Setting. LIT-Verlag Wien.
- Internet-Zeitschrift „Theo-Web. Zeitschrift für Religionspädagogik“
- Redaktionsmitglied des Online-Feuilletons www.feinschwarz.net.
- bis Mitte 2013 Schriftleiterin der „Katechetische Blätter“ sowie Beiratsmitglied, damals: München: Kösel-Verlag.
- Traumatisierte Kinder in der Schule. Verstehen – auffangen –  stabilisieren. Patmos-Verlag Ostfildern 2017.
- Erfahrungen des Heiligen: Religion lernen und lehren. Kösel, München 2008.
- Lebenswelten – Werthaltungen junger Menschen in Vorarlberg 2016. (= FokusBildungSchule Bd. 9), gemeinsam hrsg. mit Gabriele Boheim-Galehr. Innsbruck: Studienverlag 2017. Sowie: Zukunftserwartungen und Werthaltungen junger Menschen (zusammen mit Katharina Meusburger, Renate Einfalt-Strassegger et al.) Ausgabe Österreich. In Jugendforschung Pädagogische Hochschulen Österreichs (Hrsg.): Lebenswelten 2020. Werthaltungen junger Menschen in Österreich. (=FokusBildungSchule, Band 10). Studienverlag Innsbruck 2021, S. 71–124. Zukunftserwartungen und Werthaltungen junger Menschen (zusammen mit Katharina Meusburger). Ausgabe Vorarlberg. In Gudrun Quenzel / Gabriele Böheim (Hrsg.): Lebenswelten 2021. Werthaltungen junger Menschen in Vorarlberg. (=FokusBildungSchule, Band 11). Studienverlag Innsbruck 2021, S. 67–118.
- Reihe: Kinder fragen – Forscherinnen und Forscher antworten. München: Kösel-Verlag, herausgegeben zusammen mit Albert Biesinger und Simone Hiller, in verschiedenen Auflagen:
- Was bringt’s, an Gott zu glauben?
- Sieht Gott auf der ganzen Welt gleich aus? Wissen rund um die Religionen.
- Wie ist das mit dem Sterben? Und was ist nach dem Tod?
- Gibt’s Gott? Die großen Themen der Religion.
- Warum haben wir sonntags frei? Wissen rund um religiöse Feste.
- Was macht Jesus im Brot? Wissen rund um Kirche, Glaube, Christentum.
- Woher, wohin, was ist der Sinn? Die großen Fragen des Lebens.
- Warum dürfen Adam und Eva keine Äpfel essen? Kinderfragen zur Bibel.
- Sowie Fachbeiträge und Fachartikel vor allem zu Traumatisierung und traumasensibler Pädagogik, zu Resilienz und resilienzfördernder Pädagogik u.a, exemplarisch von 2023:
- Religionspädagogik, traumasensible, erstellt: März 2023.
- „Being human ist given. Keeping our humanity is a choice.“ Menschsein entwickeln – ein religionspädagogisches Leitmotiv. In S. Anusiewicz-Baer, C. Hild und A.-H. Massud (Hrsg.), Humanität als religionspädagogisches und -didaktisches Leitmotiv (=Religion und Kommunikation in Bildung und Gesellschaft, Band 3) (S. 115–129). Kohlhammer-Verlag Stuttgart 2023.
- Hetero und LGBTQIA+. Zur Geschlechtlichkeit des Menschen LGBTQIA+ als Thema des RU. In S. Altmeyer, B. Grümme, H. Kohler-Spiegel, E. Naurath, B. Schröder, F. Schweitzer (Hrsg.). Herausforderung Mensch (= Jahrbuch Religionspädagogik 39) (S. 154–164), Göttingen: Vandenhoeck und Ruprecht 2023.
- „Immer sind es die Menschen“. Mein Leben zwischen Religionspädagogik, Lehrer:innenbildung und Psychotherapie. In H. F. Rupp, S. Schwarz (Hrsg.). Lebensweg, religiöse Erziehung und Bildung. Religionspädagogik als Autobiographie, Band 8 (S. 161–177). Würzburg: Königshausen & Neumann 2023.
- Traumainformiert und traumasensibel. Radikal Mensch sein. Impulse für die pastorale Arbeit. In R. Bucher, R. Krockauer, J. Pock (Hrsg.). Theologie als Werkstatt. Offene Baustellen einer praktischen Theologie. (= Werkstatt Theologie. Praxisorientierte Studien und Diskurse, Band 25) (S. 281–291). Wien: LIT-Verlag 2023.